# Scopula cosmeta
Scopula cosmeta là một loài bướm đêm trong họ Geometridae.